# Miridae
Capsidae · Miridés, Capsidés
Famille
Synonymes
- Capsidae Burmeister 1835

Les Miridés (Miridae) forment une vaste famille d'insectes hétéroptères (punaises).
Cette famille est très diversifiée, avec plus de 11 300 espèces connues et 1 300 genres, et de nouvelles espèces régulièrement décrites, ce qui en fait la plus riche en espèces au sein des Hétéroptères.

## Description
Ce sont des insectes terrestres mesurant entre 2 et 15 millimètres de longueur, généralement de forme ovale à allongée. Certains sont de couleurs vives, d'autres sont ternes ou sombres. Ils ont des antennes à 4 articles et n'ont pas d'ocelles entre les yeux (à l'exception des Isometopinae). Les hémélytres comprennent un cunéus, pointe terminale séparée par une fracture de la partie coriacée de l'aile (corie). Les membranes comprennent 1 à 2 cellules fermées (non pertinent pour les espèces brachyptères, qui n'ont ni cunéus ni membrane). Ce cunéus et cette cellule fermée sont présents uniquement chez cette famille, ce qui permet de la reconnaitre facilement pour les espèces macroptères. Leur exosquelette est plus mince et moins sclérifiée que chez d’autres familles de punaises. Elles sont donc plus fragiles.
Certains genres - à certains stades de leur développement - imitent les fourmis.

## Habitats
Ce sont des punaises terrestres, vivant dans les strates arborées, herbacées, ou au sol sous les plantes. Elles sont présentes dans de nombreux types de milieux.

## Cycle de vie

### De l'oeuf à l'adulte
Les œufs sont lisses, clairs (bruns-jaunâtre ou grisâtre) et en forme de saucisse. L’ovipositeur enfonce un ou plusieurs œufs dans les plantes (écorce, tige, bouton).
Toutes les espèces ont 5 stades juvéniles, dont la durée varie selon la température. Ils durent en moyenne 5-6 jours par stade, soit 25-30 jours pour les 5 stades. L’aspect des juvéniles change parfois de celui des adultes.
La plupart des espèces sont univoltine mais d’autres sont bivoltines. L’hivernation a souvent lieu au stade d'œuf, parfois au stade adulte ou de vieille larve.

### Reproduction
Les imagos ont besoin de temps pour mûrir, afin que leurs génitalias durcissent et qu’ils puissent s’accoupler. Cela peut durer quelques jours à la belle saison ou attendre la fin de l’hibernation pour les autres. La dernière possibilité est que la femelle soit fécondée en automne mais qu’elle ne ponde qu’au printemps. L’accouplement peut se faire en superposition, en angle aigu, en ligne droite ou brisée, avec de la variabilité entre ces positions. La femelle se nourrit souvent lors de l’accouplement alors que le mâle reste passif. L’accouplement dure entre quelques minutes et plusieurs heures selon les espèces. Les paramères des mâles sont souvent asymétriques pour s'accrocher à la femelle.

## Alimentation
Certaines espèces sont phytophages et d'autres sont prédatrices selon les espèces,. Il y a également quelques espèces cannibales. Que ce soit les phytophages ou carnivores, les espèces peuvent être monophages, oligophages ou polyphages. La préférence alimentaire est souvent généralisable aux sous-familles ou aux tribus: les Cylapinae sont fongivores, les Phylinae et Bryocorinae (tribus Bryocorini, Felisacini et Monaloniini) sont principalement phytophages, les Bryocorinae de la tribu des Dicyphini sont zoophytophages alors que les Isometopinae et les Deraeocorinae sont des prédateurs strictes.
La nourriture des juvéniles change très peu de celle des adultes. Les espèces carnivores s’attaquent à des proies faibles et inoffensives (souvent des Aphididae, Psyllidae, Psocidae). Ces punaises ne se servent pas de leurs pattes antérieures pour capturer leurs proies.

## Prédation
Les prédateurs principaux de cette famille sont les Araignées, Hémiptères et Coléoptères. Leur principal moyen de défense est la fuite : ils se laissent tomber puis s'enfuient en courant, sautant ou s'envolant.

## Impact sur les cultures
La plupart des Miridés les plus connus le sont parce qu'ils sont nuisibles pour l'agriculture (ce sont alors des suceurs de sève, et éventuels vecteurs de phytopathologies), ou au contraire, pour d'autres espèces prédatrices, parce qu'ils constituent des auxiliaires des cultures en lutte biologique, en mangeant des espèces nuisibles. Quelques espèces sont considérées comme nuisibles :
- Stenotus binotatus, peste mineure des céréales (blé notamment) ;
- Campylomma liebknechti, qui endommage la fleur du pommier et les petites pommes en croissance ;
- Helopeltis spp qui peuvent infester de nombreuses cultures intensives, dont de thé, cacao et coton ;
- Diaphnocoris chlorionis, qui endommage les feuilles de certains arbres ;
- Creontiades dilutus, qui s'attaque à de nombreuses espèces cultivées en openfields ;
- Closterotomus norvegicus, devenu une "peste" des cultures de pomme de terre et trèfle en Nouvelle-Zélande où il a été introduit.

Inversement, 
- Deraeocoris nebulosus qui mange divers insectes et chenilles, acariens et cochenilles parasites des cultures est apprécié comme auxiliaire en lutte biologique.

## Systématique
La famille des Miridae a été décrite par le naturaliste allemand Carl Wilhelm Hahn en 1833. Elle fait partie de l'infra-ordre des Cimicomorpha, et de la super-famille des Miroidea, avec les Thaumastocoridae et les Tingidae, auxquels on a parfois ajouté les Microphysidae.
Les Miridae comprennent 8 sous-familles. De très nombreux fossiles ont été retrouvés, dont les plus anciens remontent aux Callovien ou Oxfordien, à la charnière entre le Jurassique moyen et supérieur, entre −166 et −157 millions d'années.
En France, la famille est représentée par 525 espèces.

### Synonymie
- Capsidae Burmeister, 1835

### Liste des sous-familles
Selon BioLib (21 mai 2022) :
- Bryocorinae Baerensprung, 1860, 5 tribus, env. 200 genres et 1 000 espèces.
- Cylapinae Kirkaldy, 1903, env. 100 genres et 500 espèces.
- Deraeocorinae Douglas & Scott, 1865, 6 tribus, env. 120 genres et 800 espèces.
- Isometopinae Fieber, 1860, 6 tribus, 45 genres et env. 250 espèces[7].
- Mirinae Hahn, 1833, 7 tribus
- Orthotylinae Van Duzee, 1916, 6 tribus
- Phylinae Douglas & Scott, 1865, 10 tribus
- Psallopinae Schuh, 1976, 1 genre et 13 espèces

### Genres non associées à des sous-familles
Selon BioLib (21 mai 2022) :
- genre Amulacoris Carvalho & China, 1959
- genre Anniessa Kirkaldy, 1903
- genre Auchus Distant, 1893
- genre Bahiarmiris Carvalho, 1977
- genre Brasiliocarnus Kerzhner & Schuh, 1995
- genre Carmelinus Carvalho & Gomes, 1972
- genre Carmelus Drake & Harris, 1932
- genre Chaetophylidea Knight, 1968
- genre Charitides Kerzhner, 1962
- genre Colimacoris Schaffner & Carvalho, 1985
- genre Cylapocerus Carvalho & Fontes, 1968
- genre Duckecylapus Carvalho, 1982
- genre Englemania Carvalho, 1985
- genre Eurycipitia Reuter, 1905
- genre Faliscomiris Kerzhner & Schuh, 1998
- genre Fuscus Distant, 1884
- genre Guerrerocoris Carvalho & China, 1959
- genre Gunhadya
- genre Harrisia Carvalho, 1983
- genre Heterocoris Guérin-Ménéville in Sagra, 1857
- genre Knightocoris Carvalho & China, 1951
- genre Leonomiris Kerzhner & Schuh, 1998
- genre Macrotyloides Van Duzee, 1916
- genre Merinocapsus Knight, 1968
- genre Mircarvalhoia Kerzhner & Schuh, 1998
- genre Montagneria Akingbohungbe, 1978
- genre Muirmiris Carvalho, 1983
- genre Myochroocoris Reuter, 1909
- genre Nesosylphas Kirkaldy, 1908
- genre Notolobus Reuter, 1908
- genre Nymannus Distant, 1904
- genre Paracoriscus Kerzhner & Schuh, 1998
- genre Paraguayna Carvalho, 1986
- genre Prodomopsis
- genre Prodomus
- genre Pseudobryocoris Distant, 1884
- genre Pygophorisca Carvalho & Wallerstein, 1978
- genre Rayeria
- genre Rewafulvia Carvalho, 1972
- genre Rhynacloa Reuter
- genre Rondonisca Carvalho & Costa, 1994
- genre Rondonoides Carvalho & Costa, 1994
- genre Rondonotylus Carvalho & Costa, 1994
- genre Spanogonicus Berg
- genre Sthenaridia
- genre Zoilus Distant, 1884
- genre †Anirma Popov & Herczek, 1998
- genre †Aporema Scudder, 1890
- genre †Fushunimiris Hong, 2002
- genre †Manaria Popov & Herczek, 1998

#### Quelques genres
- Adelphocoris
- Apolygus
- Atractotomus
- Calocoris
- Closterotomus
- Deraeocoris
- Hadrodemus
- Harpocera
- Heterotoma
- Hyaliodes
- Leptopterna
- Liocoris
- Lygocoris
- Lygus
- Miridius
- Miris
- Macrolophus
- Malacocoris
- Megaloceroea
- Mermitelocerus
- Notostira
- Pameridea
- Stenodema
- Stenotus
- Teratocoris